# Balbinus
Decimus Caelius Calvinus Balbinus (? - 29 juli 238), was een Romeins keizer van 22 april tot 29 juli 238, samen met Pupienus.
Na de dood van keizers Gordianus I en II had de Romeinse senaat een groot probleem. Ze had niet lang daarvoor soldatenkeizer Maximinus I Thrax tot volksvijand verklaard, en deze Maximinus marcheerde inmiddels met zijn leger naar Rome. In een spoedzitting van de senaat werden vervolgens Pupienus en Balbinus tot keizers gekozen. Het volk nam dit echter niet zomaar, en werd onrustig. Door de latere Gordianus III tot Caesar te benoemen werd erger voorkomen.
Terwijl Pupienus naar Ravenna trok om een leger te verzamelen bleef Balbinus in Rome. Daar kon hij de zaken nauwelijks onder controle houden. De terugkomst van Pupienus na de 'overwinning' op Maximinus bracht hierin verbetering. De keizers onderling vertrouwden elkaar echter voor geen cent. Pupienus wilde daarom zijn Germaanse troepen bij zich hebben. De pretoriaanse garde moest daar niets van hebben en vermoordde beide keizers. Caesar Gordianus werd keizer.